# Mads Pramming
Mads Krøger Pramming (født 1976) er en dansk advokat. Han beskæftiger sig især med sociale sager mod myndighederne, hvor han har vundet flere sager i alle tre instanser. Han udtaler dog selv, at han må være Danmarks mest tabende advokat.
Han blev uddannet cand. jur. fra Københavns Universitet i 2005 og var derefter advokatfuldmægtig frem til 2009, hvorefter han blev ansat som advokat. I 2012 stiftede han sit eget advokatfirma sammen med Malou Ehmer. Han har modtaget Dreyers Fonds Hæderspris i 2018 for sin "utrættelige indsats inden for retsområder med særligt udsatte mennesker, og hans evne til at sætte fokus på samfundsmæssige problemstillinger i et juridisk perspektiv".
Blandt hans opgaver har han arbejdet for børn, krigsveteraner og kvinderne i spiralsagen.